# 瑪利亞·約瑟琺公主 (薩克森)
瑪利亞·約瑟琺·路易絲·菲利皮娜·伊麗莎白·皮亞·安吉麗卡·瑪格麗特（德語：Maria Josepha Luise Philippine Elisabeth Pia Angelika Margarete，1867年5月31日—1944年5月28日）是奥地利帝国大公夫人和萨克森王国公主。她是奥匈帝国末代皇帝卡尔一世的母亲。
瑪利亞·約瑟琺是萨克森国王格奥尔格和葡萄牙公主的第三名孩子。
1886年，十九岁的她和奥地利的奧托·法蘭茲结婚。奧托·法蘭茲是当时奥地利皇储弗朗茨·斐迪南大公的弟弟。奧托·法蘭茲浪蕩荒淫和行為不端，她的信仰为她带来巨大的力量去忍受丈夫的放荡。
她育有两名儿子。1900年，法蘭茲·斐迪南大公贵庶通婚使他的子女失去继承权。顺位的奧托·法蘭茲放弃继承权，让位于他们的长子卡爾。卡尔在1916年登基为卡尔一世。
第一次世界大战结束后，奥匈帝国解体。瑪利亞·約瑟琺和卡尔一家离开奥地利并先后流亡到瑞士和德国。